# Tamerton Foliot
Tamerton Foliot är en by i distriktet Plymouth, i grevskapet Devon i England. Orten har 3 270 invånare (2013). Tamerton Foliot var en civil parish fram till 1951 när blev den en del av Plymouth och Bickleigh. Civil parish hade 1 232 invånare år 1931. Byn nämndes i Domedagsboken (Domesday Book) år 1086, och kallades då Tambretone.